# みやぎ青葉の会
みやぎ青葉の会（みやぎあおばのかい）とは、生活問題全般の解決を目指す社会的任意団体。

## 概要
1984年10月23日に結成された社会的任意団体。

宮城県内に在住する多重債務者を含む、生活困窮者や社会弱者を支援する、弁護士、司法書士、税理士、社会保険労務士、その他一般市民により構成され、各種生活問題の解決に努めている。

全国クレサラ・生活再建問題被害者連絡協議会に加盟し、宮城県多重債務問題対策会議に所属している。

## 主な活動
設立当初から全国クレサラ・生活再建問題被害者連絡協議会(被連協)に加盟し、ヤミ金、各種借入、多重債務、各種融資の被害者救済、その被害防止・対策対応、生活再建支援を目的として活動を、宮城県内外を問わず全国的に行ってきた。

現在では宮城県多重債務問題対策会議にも所属し、ヤミ金、各種借入、多重債務、各種融資相談に限らず、各種契約関連相談、SNS関連、ギャンブル依存、過払い金、性的行為等を要求する貸付、 自殺対策・相談などの社会問題、その他生活関連相談といった、各種生活相談を対応している。
また、その功績が評価され2009年(平成21年)度から宮城県自殺対策緊急強化事業による補助金受給、2015年(平成27年)5月には内閣府特命担当大臣より「消費者支援功労者」として表彰された。
各種SNSでの情報発信、県内各所での出張相談会、会事務所での無料相談を定期的に行い、精力的に活動し続けている。

## 相談日等
⚫︎定期的
- 会事務所対面、電話相談※祝日等を除く
  - 毎月:月・水・金ー13時(午後1時)〜16時(午後4時)
  - 毎月:第3土曜日ー17時(午後5時)〜20時(午後8時)

⚫︎不定期
- 県内各所出張相談会
- 特別相談会等[11]